# 曹又方
曹又方（1942年4月3日—2009年3月25日），本名曹履銘，字光虹。辽宁岫岩人，生於上海，中华民国作家。父母親皆為滿人。1949年隨雙親赴台灣，就讀台南師範學校附屬公學校、台南女中及台灣世新大學。1998年發現罹患卵巢癌，抗癌10年。2009年因心肌梗死不治而逝世。

## 生平
曹又方長期從事婦女運动，並倡導心靈革命及環保運动。早年以蘇玄玄、衣娃等多種筆名撰寫小說，直到以「曹又方」為筆名寫作後，才廣為讀者知曉。
許多人對曹又方的印象是「暢銷兩性作家」，事實上她是以純文學小說進入文壇，一九七六年發表的中篇小說《綿纏》，為她贏得「張愛玲第二」的封號。從80年代起，她被譽為台湾「十大暢銷女作家」之一。
1979年起居留美國十多年，在紐約的《中報》做編輯，1984年創《東西風》副刊，帶動北美文藝風潮，長達四年之久。
1989年由美返台，開始主持廣播及電視節目，並在海峽兩岸四處演講，每年將近百場。
曾任「海外華文女作家協會」會長、台灣「中國婦女寫作協會」理事長以及「世界女記者與作家協會」理事。
獨生子李炜也是一名作家。

## 主要作品
- 1952年10歲，便開始以「光虹」為筆名，於《中華日報》兒童版發表文章
- 13歲開始寫小說，17歲時短篇小說《杳》入選《皇冠雜誌》徵文比賽
- 19歲開始發表散文
- 21歲筆名改用「金名」，發表《天鵝》、《紙船飄去了》、《三隻蒼白的蠟燭》等短篇小說
- 25歲筆名改用「蘇玄玄」，發表《鞭》、《福》等短篇，並連載長篇小說《我的名字叫快樂》，但沒有完結
- 28歲出版第一本小說集《愛的變貌》
- 30歲改以「蘇玄玄」為筆名重新發表的短篇小說《天鵝》，入選《中國現代文學大系》
- 32歲重新出發，以「衣娃」為筆名，發表短篇小說《殘棋》；並以「甄尼佛」為筆名開始寫女權主義專欄《開河篇》
- 34歲筆名改為「曹又方」，出版散文集《愛的妙方》與小說集《蝴蝶怨》，同時主編女權主義散文集《她們為甚麼成名？》
- 35歲出版小說集《綿纏》
- 37歲赴美定居
- 38歲完成第一部長篇小說《碧海紅塵》
- 39歲完成長篇小說《風》
- 42歲出版散文集《情懷》、中篇小說《凡歐拉的七個情人》、長篇小說《美國月亮》
- 43歲發表散文集《笑拈》與《出岫》
- 46歲編卡爾維諾作品選《月亮的距離》
- 47歲由美返台，出版散文集《門前一道清流》、《寫給永恆的戀人》及小說集《天使不做愛》
- 48歲出版散文集《七情》
- 49歲出版長篇小說《藍珍珠》
- 52歲編《波赫斯詩文集》（「波赫斯」後來常被譯為博尔赫斯）
- 57歲出版描寫病中心路的《淡定與積極》
- 59歲出版《曹又方精選集》二十四卷
- 62歲出版散文集《愛上紐約》、《風華的印記》
- 63歲出版自傳《靈慾刺青》與《烙印愛恨》上下兩卷
- 67歲病逝于臺北臺大醫院[2]，散文集遺作《瀟灑過情關》同月面世

## 外部連結
- 九歌文學網 （页面存档备份，存于）
- 北京師範大學新聞網[永久]